# Dictyanthus parviflorus
Dictyanthus parviflorus är en oleanderväxtart som beskrevs av William Botting Hemsley. Dictyanthus parviflorus ingår i släktet Dictyanthus och familjen oleanderväxter. Inga underarter finns listade i Catalogue of Life.